# Amatőr ökölvívó-Európa-bajnokság

## Amatőr ökölvívó-Európa-bajnokságok
Az 1924. évi párizsi, az 1928. évi amszterdami és az 1932. évi Los Angeles-i olimpiák ökölvívóversenyein is osztottak Európa-bajnoki címet, amit a legjobb helyezést elért európai ökölvívó nyert.  

| Év   | Verseny                              | Helyszín                     | Dátum                    |
| ---- | ------------------------------------ | ---------------------------- | ------------------------ |
| 1925 | 1. amatőr ökölvívó-Európa-bajnokság  | Stockholm Svédország         | május 5. – 7.            |
| 1927 | 2. amatőr ökölvívó-Európa-bajnokság  | Berlin Németország           | május 16. – 30.          |
| 1930 | 3. amatőr ökölvívó-Európa-bajnokság  | Budapest Magyarország        | június 3. – 8.           |
| 1934 | 4. amatőr ökölvívó-Európa-bajnokság  | Budapest Magyarország        | április 11. – 15.        |
| 1937 | 5. amatőr ökölvívó-Európa-bajnokság  | Milánó Olaszország           | május 5. – 9.            |
| 1939 | 6. amatőr ökölvívó-Európa-bajnokság  | Dublin Írország              | április 18. – 22.        |
| 1947 | 7. amatőr ökölvívó-Európa-bajnokság  | Dublin Írország              | május 12. – 17.          |
| 1949 | 8. amatőr ökölvívó-Európa-bajnokság  | Oslo Norvégia                | június 13. – 18.         |
| 1951 | 9. amatőr ökölvívó-Európa-bajnokság  | Milánó Olaszország           | május 14. – 19.          |
| 1953 | 10. amatőr ökölvívó-Európa-bajnokság | Varsó Lengyelország          | május 18. – 24.          |
| 1955 | 11. amatőr ökölvívó-Európa-bajnokság | Nyugat-Berlin NSZK           | május 27. – június 5.    |
| 1957 | 12. amatőr ökölvívó-Európa-bajnokság | Prága Csehszlovákia          | május 25. – június 2.    |
| 1959 | 13. amatőr ökölvívó-Európa-bajnokság | Luzern Svájc                 | május 24. – 31.          |
| 1961 | 14. amatőr ökölvívó-Európa-bajnokság | Belgrád Jugoszlávia          | június 3. – 10.          |
| 1963 | 15. amatőr ökölvívó-Európa-bajnokság | Moszkva Szovjetunió          | május 26. – június 2.    |
| 1965 | 16. amatőr ökölvívó-Európa-bajnokság | Kelet-Berlin NDK             | május 21. – 29.          |
| 1967 | 17. amatőr ökölvívó-Európa-bajnokság | Róma Olaszország             | május 25. – június 2.    |
| 1969 | 18. amatőr ökölvívó-Európa-bajnokság | Bukarest Románia             | május 31. – június 8.    |
| 1971 | 19. amatőr ökölvívó-Európa-bajnokság | Madrid Spanyolország         | június 11. – 19.         |
| 1973 | 20. amatőr ökölvívó-Európa-bajnokság | Belgrád Jugoszlávia          | június 1. – 9.           |
| 1975 | 21. amatőr ökölvívó-Európa-bajnokság | Katowice Lengyelország       | június 1. – 9.           |
| 1977 | 22. amatőr ökölvívó-Európa-bajnokság | Halle NDK                    | május 28. – június 5.    |
| 1979 | 23. amatőr ökölvívó-Európa-bajnokság | Köln NSZK                    | május 5. – 12.           |
| 1981 | 24. amatőr ökölvívó-Európa-bajnokság | Tampere Finnország           | május 2. – 10.           |
| 1983 | 25. amatőr ökölvívó-Európa-bajnokság | Várna Bulgária               | május 7. – 15.           |
| 1985 | 26. amatőr ökölvívó-Európa-bajnokság | Budapest Magyarország        | május 25. – június 2.    |
| 1987 | 27. amatőr ökölvívó-Európa-bajnokság | Torino Olaszország           | május 30. – június 7.    |
| 1989 | 28. amatőr ökölvívó-Európa-bajnokság | Athén Görögország            | május 29. – június 3.    |
| 1991 | 29. amatőr ökölvívó-Európa-bajnokság | Göteborg Svédország          | május 7. – 12.           |
| 1993 | 30. amatőr ökölvívó-Európa-bajnokság | Bursa Törökország            | szeptember 6. – 12.      |
| 1996 | 31. amatőr ökölvívó-Európa-bajnokság | Vejle Dánia                  | március 30. – április 7. |
| 1998 | 32. amatőr ökölvívó-Európa-bajnokság | Minszk Fehéroroszország      | május 17. – 24.          |
| 2000 | 33. amatőr ökölvívó-Európa-bajnokság | Tampere Finnország           | május 13. – 21.          |
| 2002 | 34. amatőr ökölvívó-Európa-bajnokság | Perm Oroszország             | július 12. – 21.         |
| 2004 | 35. amatőr ökölvívó-Európa-bajnokság | Pula Horvátország            | február 19. – 29.        |
| 2006 | 36. amatőr ökölvívó-Európa-bajnokság | Plovdiv Bulgária             | július 13. – 23.         |
| 2008 | 37. amatőr ökölvívó-Európa-bajnokság | Liverpool Egyesült Királyság | november 5. – 15.        |
| 2010 | 38. amatőr ökölvívó-Európa-bajnokság | Moszkva Oroszország          | június 4. – 13.          |
| 2011 | 39. amatőr ökölvívó-Európa-bajnokság | Ankara Törökország           | június 17. – 24.         |
| 2013 | 40. amatőr ökölvívó-Európa-bajnokság | Minszk Fehéroroszország      | június 1. – 8.           |
| 2015 | 41. amatőr ökölvívó-Európa-bajnokság | Samakov Bulgária             | augusztus 6. – 15.       |
| 2017 | 42. amatőr ökölvívó-Európa-bajnokság | Harkiv Ukrajna               | június 14. – 26.         |